# Nezumia liolepis
Nezumia liolepis és una espècie de peix de la família dels macrúrids i de l'ordre dels gadiformes.

## Morfologia
- Els mascles poden assolir 30 cm de llargària total.[6][7]

## Hàbitat
És un peix d'aigües profundes que viu entre 768-1660 m de fondària.

## Distribució geogràfica
Es troba a la Península de Baixa Califòrnia i el Golf de Califòrnia.